# Waunana anchicaya
Waunana anchicaya là một loài nhện trong họ Pholcidae. Loài này được phát hiện ở Colombia và Ecuador.